# Comunes d'Angola
Les Comunes d'Angola (del portuguès comunas) són el tercer nivell d'unitats administratives d'Angola després dels 173 municipis i de les 18 províncies. En total hi ha 618 comunes, agrupades per províncies i municipis.

## Província de Bengo
Llista de comunes per municipi de la província de Bengo.
| Ambriz- Ambriz - Bela Vista - Tabi | Bula Atumba- Bula Atumba - Quiage | Dande- Barra do Dande - Caxito - Mabubas - Quicabo - Úcua | Dembos- Paredes - Piri - Quibaxe - São José das Matas | Nambuangongo- Cage - Canacassala - Gombe - Muxiluando - Quicunzo - Quixico - Zala | Pango-Aluquém- Pango-Aluquém - Cazuangongo |

## Província de Benguela
Llista de comunes per municipi de la província de Benguela.
| Baía Farta- Baía Farta - Dombe Grande - Calahanga - Equimina | Balombo- Balombo - Chindumbo - Chingongo - Maka-Mombolo | Benguela- Benguela | Bocoio- Bocoio - Chila - Monte Belo - Passe - Cavimbe - Cubal do Lumbo | Caimbambo- Caimbambo - Catengue - Canhamela - Cayavi - Wyangombe |

| Catumbela- Catumbela - Biopia - Gama - Praia Bebe | Chongoroi- Bolonguera - Chongoroi - Kamuine | Cubal- Capupa - Cubal - Tumbulo - Yambala | Ganda- Ganda - Babaera - Chicuma - Ebanga - Casseque | Lobito- Lobito - Egipto Praia - Canjala |

## Província de Bié
- Andulo,
- Belo Horizonte,
- Caiuera,
- Cambândua,
- Chicala,
- Chinguar,
- Chipeta,
- Chitembo,
- Chiuca,
- Chivaúlo,
- Dando,
- Gamba,
- Kachingues,
- Kaiei,
- Kalucinga,
- Kamakupa,
- Kangote,
- Kassumbe,
- Katabola,
- Kuemba,
- Kuito,
- Kunhinga,
- Kunje,
- Kutato,
- Kwanza,
- Luando,
- Lúbia,
- Malengue,
- Mumbué,
- Munhango,
- Mutumbo,
- Nharea,
- Ringoma,
- Sachinemuna,
- Sande,
- Santo António da Muinha,
- Soma Kwanza,
- Trumba,
- Umpulo.

## Província de Cabinda
- Baixo Longa,
- Belize,
- Bondo,
- Cabinda,
- Chinguanja,
- Cuangar,
- Dirico,
- Inhuca,
- Kaiundo,
- Kalai,
- Kuanavale,
- Kuchi,
- Kueio,
- Kuito,
- Kutato,
- Kutuile,
- Landana,
- Longa,
- Luali,
- Luengue,
- Luiana,
- Malembo,
- Massabi,
- Maue,
- Mavengue,
- Mavinga,
- Menongue,
- Miconje,
- Missombo,
- Mucusso,
- Nancova,
- Necuto,
- Neriquinha,
- Rito,
- Rivungo,
- Savate,
- Tanto-Zinze,
- Vissati,
- Xamavera.

## Província de Cuando Cubango
- Baixo Longa,
- Bondo,
- Caiundo,
- Chinguanja,
- Cuangar,
- Cuito Cuanavale,
- Dirico,
- Kaiundo,
- Kalai,
- Kuchi,
- Kueio,
- Kutato,
- Kutuitui,
- Longa,
- Luengue,
- Luiana,
- Luiana,
- Maue,
- Mavinga,
- Menongue,
- Missombo,
- Mucusso,
- Rivungo,
- Savate.

## Província de Kwanza Norte
- Aldeia Nova,
- Banga,
- Bindo,
- Bolongongo,
- Cacanga,
- Cacongo,
- Camome,
- Cariamba,
- Cavunga,
- Cerca,
- Danje-ia-Menha,
- Dondo,
- Golungo Alto,
- Kaenda,
- Kakulo,
- Kamabatela,
- Kambondo,
- Kanhoca,
- Kiangombe,
- Kiculungo,
- Kilombo dos Dembos,
- Kiluanje,
- Kissola,
- Lucala,
- Luinga,
- Massangano,
- Maúa,
- Ndalatando,
- Quiage,
- Quibaxe,
- Quiquemba,
- Samba Caju,
- Samba Lukala,
- São Pedro da Kilemba,
- Tango,
- Terreiro,
- Zenza do Itombe.

## Província de Kwanza Sul
- Ambovia,
- Assango,
- Atome,
- Botera,
- Chiaca,
- Conda,
- Dumbi,
- Ebo,
- Gabela,
- Gangula,
- Kabuta,
- Kalulo,
- Kapolo,
- Kariango,
- Kassanje,
- Kassongue,
- Kibala,
- Kienha,
- Kikombo,
- Kilenda,
- Kissanga Kungo,
- Kissongo,
- Kungo e Sanga,
- Kunjo,
- Munenga,
- Mussende,
- Ndala Kachibo,
- Pambangala,
- Porto Amboim,
- Quipaze,
- Quirimbo,
- Quissanga,
- Sanga,
- São Lucas,
- Sumbe,
- Ucu–Seles,
- Waco Cungo.

## Província de Cunene
- Bangula,
- Cacite,
- Castilhos,
- Chitado,
- Evale,
- Evale,
- Humbe,
- Kafima,
- Kahama,
- Kalonga,
- Kuvati,
- Kuvelai,
- Môngua,
- Mukope,
- Mupa,
- Namacunde,
- Naulila,
- Nehone Cafima,
- Ombala yo Mungu,
- Oncócua,
- Ondjiva,
- Otthinjau,
- Oximolo,
- Shiede,
- Simporo,
- Xagongo,
- Xangongo,
- Yonde.

## Província de Huambo
- Alto–Hama,
- Bailundo,
- Bimbe,
- Chiaca,
- Chilata,
- Chinhama,
- Chinjenje,
- Chipipa,
- Chiumbo,
- Ecuma,
- Hengue-Caculo,
- Huambo,
- Hungulo,
- Kaála,
- Kachiungo,
- Kakoma,
- Kalenga,
- Kalima,
- Kambuengo,
- Katabola,
- Katata,
- Kuima,
- Lépi,
- Londuimbali,
- Longonjo,
- Lunge,
- Mbave,
- Mundundo,
- Mungo,
- Sambo,
- Tchiahana,
- Tchipeio,
- Tchiumbo,
- Thicala Yhilohanga,
- Ucuma,
- Ussoke.

## Província de Huíla
- Bambi,
- Cacula o Cacula-Sede,
- Capelango,
- Capunda-Cavilongo,
- Chiange-Sede,
- Chibemba,
- Chibia-Sede,
- Chicomba,
- Chipindo,
- Cusse,
- Degola,
- Dinde,
- Dongo,
- Galangue,
- Gungue,
- Huíla,
- Humpata-Sede,
- Imulo,
- Jamba,
- Jau,
- Kakonda,
- Kalépi,
- Kalukembe,
- Kassinga,
- Kilengue Kusse,
- Kutenda,
- Kuvango,
- Lubango,
- Matala,
- Mulondo,
- Ngola,
- Quihita,
- Quilengues,
- Quipungo-Sede,
- Santo Arina,
- Tchibembe,
- Tchipungo,
- Uaba,
- Vincungo.

## Província de Luanda
- Bairro Azul,
- Bairro Operário,
- Benfica,
- Bom Jesus,
- Cabiri,
- Cacuaco,
- Caculo Cahango,
- Calumbo,
- Camama,
- Cassequel,
- Cassoneca,
- Catete,
- Cazenga,
- Corimba,
- Fubú,
- Funda,
- Futungo de Belas,
- Golfe,
- Ilha de Luanda,
- Ingombotas,
- Kilamba Kiaxi,
- Maculusso,
- Maianga,
- Marçal,
- Mussulo,
- Palanca,
- Prenda,
- Quiçama,
- Quicolo,
- Ramiro,
- Rangel,
- Rocha Pinto,
- Samba,
- Sambizanga,
- São Paulo,
- Sapú,
- Tala Hady,
- Terra Nova,
- Viana,
- Vila Alice,
- Vila Estoril.
- Ícolo e Bengo,
- Kabiri
- Bom Jesus,
- Cassoneca
- Kakalo-Kahango

## Província de Lunda-Norte
- Caluango,
- Capaia,
- Capenda-Camulemba,
- Cassengue,
- Cuílo,
- Iongo,
- Iubalo,
- Kachimo,
- Kamaxilo,
- Kambulo,
- Kamissombo,
- Kanzar,
- Kaungula,
- Kuango,
- Lóvua,
- Luachimo,
- Luangue,
- Lucapa,
- Luia,
- Luremo,
- Muvulege,
- Quitapa,
- Tchitato,
- Xa–Cassau,
- Xá–Muteba,
- Xinge.

## Província de Lunda-Sul
- Alto-Chikapa,
- Cacolo,
- Cazeje,
- Chiluage,
- Dala,
- Kassai-Sul,
- Kukumbi,
- Luma Cassai,
- Mona-Kimbundo,
- Muconda,
- Murieje,
- Saurimo,
- Sombo,
- Xassengue.

## Província de Malanje
- Bembo,
- Cabango,
- Cainda,
- Calunda,
- Cambundy,
- Candundo,
- Cangandala,
- Caombo,
- Capunda,
- Catala,
- Catembo,
- Cazongo,
- Chiume,
- Cinguengue,
- Cuale,
- Dombo,
- Dumba,
- Kacuso,
- Cacuso,
- Kulamagia,
- Kalandula,
- Kambaxe,
- Kambo,
- Kambondo,
- Kangando,
- Karibo,
- Kateco-Kangola,
- Kaxinga,
- Kela,
- Kimambamba,
- Kissele,
- Kiuaba-Nzoji,
- Kizenga,
- Kota,
- Kunda-dyá-Baze,
- Lombe,
- Lovua,
- Lumai,
- Lumbala,
- Lumbala-Ngimbo,
- Luquembo,
- Lutembo,
- Macondo,
- Malanje,
- Marimba,
- Massango,
- Micanda,
- Mikixi,
- Milando,
- Moma,
- Mufuma,
- Mukari,
- Muquize,
- Mussuma,
- Ngola-Luije,
- Ninda,
- Pungo-Andongo,
- Quihuhu,
- Quimbango,
- Quinge,
- Quirima,
- Saltar,
- Sessa,
- Sokeko,
- Tala Mungongo,
- Tembo-Aluma,
- Xandelé.

## Província de Moxico
- Alto Zambeze,
- Camanongue,
- Cassamba,
- Chiume,
- Kaianda,
- Kalunda,
- Kangamba,
- Kangumbe,
- Kavungo,
- Lago-Dilolo,
- Léua,
- Liangongo,
- Lóvua,
- Luacano,
- Lukusse,
- Lumbala-Kakengue,
- Lumbala-Nguimbo,
- Lumeje Kameia,
- Lutembo,
- Lutuai o Muangai,
- Macondo,
- Muié,
- Mussuma,
- Ninda,
- Sessa,
- Tempué.

## Província de Namibe
- Baía dos Tigres,
- Bairro dos Corações,
- Bairro Heróis,
- Bentiaba,
- Bibala-Sede,
- Cainde,
- Caitou,
- Camacuio-Sede,
- Chingo,
- Kapagombe,
- Lola,
- Lucira,
- Mamué,
- Mucaba,
- Muinho,
- Namibe,
- Savo-Mar,
- Tômbua,
- Torre do Tambo,
- Virei-Sede,
- Yona.

## Província de Uíge
- Aldeia Viçosa,
- Alto Zaza,
- Bembe,
- Beu,
- Buengas,
- Bungo,
- Caiongo,
- Camatambo,
- Cambamba,
- Cambembe,
- Cangola,
- Cuango,
- Cuilo,
- Cuilo-Camboso,
- Cuilo Pombo,
- Dimuca,
- Dimuca,
- Futa,
- Icoca,
- Kinvuenga,
- Lembua,
- Lucanga,
- Mabaia,
- Macocola,
- Macolo,
- Macuba,
- Maquela do Zombo,
- Massau,
- Mbanza Nnosso,
- Mengo,
- Milunga,
- Mucaba,
- Nova Caipenba,
- Nova Esperança,
- Petecussso,
- Puri,
- Qitexe,
- Quibocolo,
- Quimbele,
- Quinzala,
- Quipedro,
- Quisseque,
- Sacandica,
- Songo,
- Uamba,
- Uíge,
- Vista Alegre.

## Província del Zaire
- Buela,
- Caluca,
- Kamba,
- Kelo,
- Kiende,
- Kindeji,
- Kinzau,
- Kiximba,
- Kuimba,
- Loge,
- Loje-Kibala,
- Lufico,
- Luvaca,
- Luvu,
- Mangue Grande,
- M'Banza Kongo,
- Mbuela,
- Mpala Lulendo,
- Mussera,
- Nadinba,
- Nkalambata,
- Nóqui,
- Nzeto,
- Pedra de Feitiço,
- Quingombe,
- Soyo,
- Sumba,
- Tomboco.